# Reece Holder
Reece Holder (* 20. August 2002 im Vereinigten Königreich) ist ein australischer Sprinter, der sich auf den 400-Meter-Lauf spezialisiert hat.

## Sportliche Laufbahn
Erste internationale Erfahrungen sammelte Reece Holder im Jahr 2019, als er bei den U18-Ozeanienmeisterschaften in Townsville in 47,38 s die Goldmedaille über 400 Meter gewann und auch über 200 Meter in 21,45 s siegte. 2023 gewann er bei den World University Games in Chengdu in 44,79 s die Silbermedaille über 400 Meter hinter dem Portugiesen João Coelho. Im Jahr darauf nahm er an den Olympischen Sommerspielen in Paris teil und schied dort mit 44,94 s im Halbfinale aus.

## Persönliche Bestzeiten
- 400 Meter: 44,53 s, 4. August 2023 in Paris